# William Jones (politico)
William Jones (Filadelfia, 29 marzo 1760 – Bethlehem, 6 settembre 1831) è stato un politico statunitense.

## Biografia
Fu il quarto segretario della marina statunitense sotto il presidente degli Stati Uniti d'America James Madison. Lavorò inizialmente come apprendista in un cantiere navale, durante la guerra d'indipendenza americana, prestò servizio prima nell'esercito nelle battaglie di Trenton e in quella di Princeton ed in seguito nella marina.

## Riconoscimenti
Il cacciatorpediniere USS William Jones (DD-308) deve a lui il suo nome.